# 帕拉扎戈
帕拉扎戈（義大利語：Palazzago），是意大利贝加莫省的一个市镇。总面积13.98平方公里，人口4097人，人口密度293.1人/平方公里（2009年）。国家统计（ISTAT）代码为016156。